# Consejería de Turismo, Regeneración, Justicia y Administración Local de la Junta de Andalucía
La Consejería de Turismo, Regeneración, Justicia y Administración Local fue el departamento de la Junta de Andalucía encargado de las competencias autonómicas en materia de las relaciones con el Parlamento, administración local, regeneración, transparencia, justicia, coordinación de políticas migratorias, relaciones con el Gobierno de la Nación, diputaciones provinciales, mancomunidades y ayuntamientos, planificación, promoción y desarrollo del turismo. Recibe este nombre desde el inicio de la XI legislatura (2019-2023).
El titular de la Consejería y máximo responsable fue Juan Antonio Marín Lozano y tuvo su sede en el Palacio de San Telmo, avenida de Roma, s/n, (Sevilla).

## Estructura Orgánica[3][4]
- Viceconsejería
  - Secretaría General para el Turismo
    - Dirección General de Calidad, Innovación y Fomento del Turismo

  - Secretaría General de Relaciones con el Parlamento
  - Secretaría General de Regeneración, Racionalización y Transparencia
  - Secretaría General para la Justicia
    - Dirección General de Oficina Judicial y Fiscal
    - Dirección General de Justicia Juvenil y Cooperación
    - Dirección General de Infraestructuras Judiciales y Modernización Digital

  - Secretaría General Técnica
  - Dirección General de Administración Local

Entidades instrumentales adscritas:
- La sociedad mercantil Empresa Pública para la Gestión del Turismo y del Deporte de Andalucía, S.A., a través de la Secretaría General para el Turismo.
- La Fundación Real Escuela Andaluza de Arte Ecuestre, a través de la Dirección General de Calidad, Innovación y Fomento del Turismo.